# 밥 게일

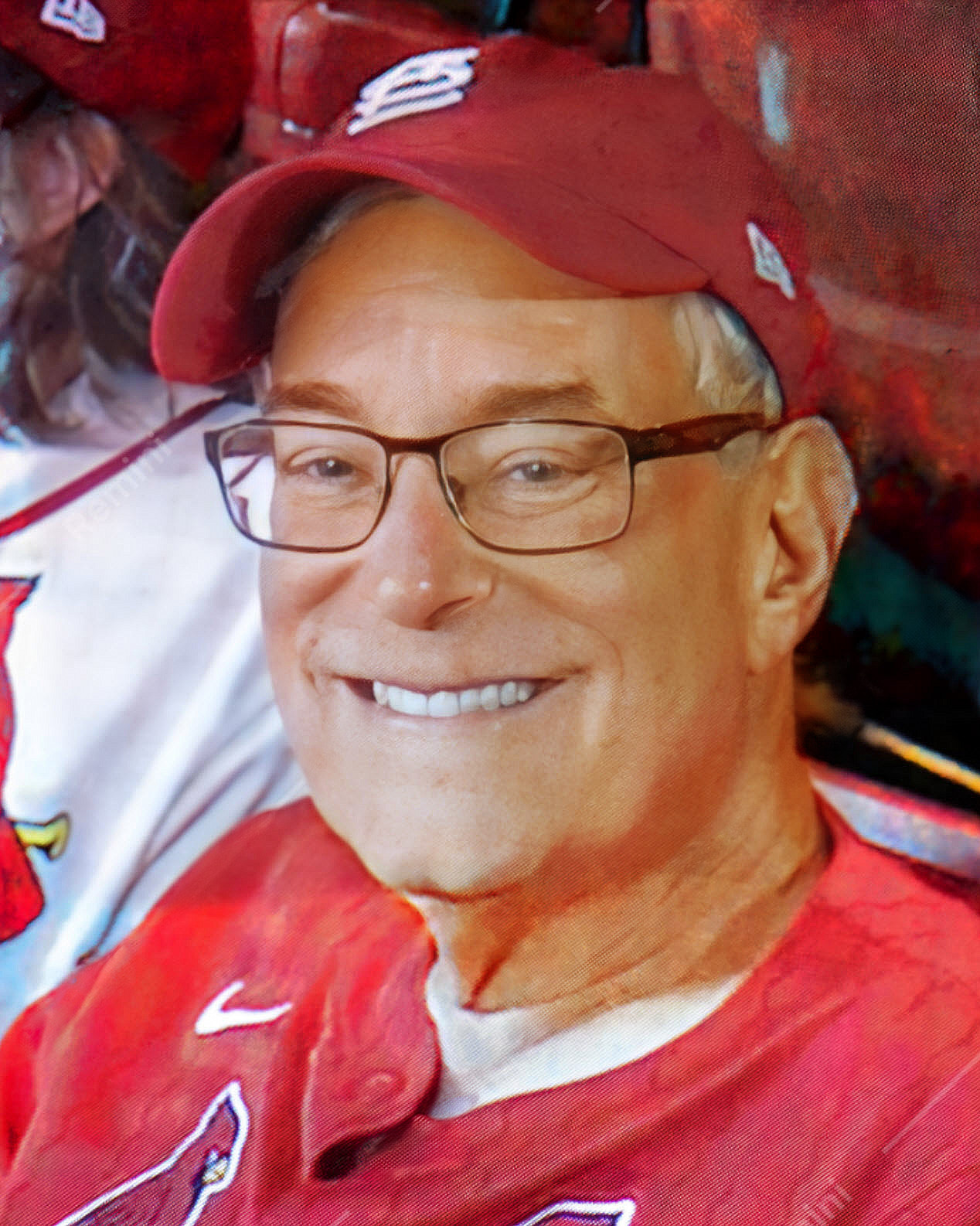

마이클 로버트 게일(Micheal Robert Gale, 1951, 5월, 25일~)은 미국의 영화 감독이자 시나리오 작가, 만화 작가이다.
밥 게일의 가장 유명한 작품은 로버트 저메키스와 함께 집필한 백 투 더 퓨처이다.

## 출연 작품
- 당신 손을 잡고 싶어
- 1941 (영화)
- 고물차 소동
- 백 투 더 퓨처
- 백 투 더 퓨처 2
- 백 투 더 퓨처 3
- 트레스패스 (1992년 영화)
- 인터스테이트 (영화)